# Fràncic mosel·là
El fràncic mosel·là és una parla germànica varietat del fràncic lorenès, dialecte germànic parlat a Lorena (com el luxemburguès i el fràncic renà de Lorena) a la frontera del país de Nied, vers Boulay, Bouzonville i Faulquemont i també a Alemanya al llarg del riu Mosel·la.

## Localització
Cap a l'est, el fràncic mosel·là és proper al fràncic renà (fràncic renà de Lorena, Pfälzisch, hessià). A Lorena, el límit oriental del domini dialectal del fràncic mosel·là correspon aproximadament a la línia divisòria d'aigües entre la conca del Nied (on es parla fràncic mosel·là) i altres afluents del Saar (on es parla fràncic renà de Lorena). Aquest límit correspon a la isoglossa das/dat (mutació consonàntica final).
Cap a l'oest, el fràncic mosel·là és prop del fràncic luxemburguès (algunes classificacions consideren el luxemburguès com una variant del fràncic mosel·là). A Lorena, el límit occidental de la zona del fràncic mosel·là correspon aproximadament a la línia de divisòria d'aigües entre la conca del Nied (on es parla fràncic mosel·là) i el del riu Mosel·la. Aquest límit correspon a la isoglossa op/of (mutació consonàntica final).

## Divisió
La "Linguasphere Register" (1999/2000, pag.430) distingeix cinc dialectes del grup Mosel·là:
- Trevirà (Trierisch) (Renània-Palatinat)
- Eifelisch (Renània-Palatinat)
- Untermosellanisch (Renània-Palatinat)
- West-Westerwäldisch (Renània-Palatinat)
- Siegerländisch (Renània del Nord-Westfàlia)
- Saxó de Transsilvània (Siebenbürgerisch) (Romania)

Una varietat seva és el dialecte conegut com a saxó de Transsilvània, parlat a Transsilvània a conseqüència de les emigracions a aquella zona entre 1100 i 1300 de colons alemanys, la majoria d'ells parlants de fràncic mosel·là.

## Diferències entre el fràncic mosel·là i l'alemany estàndard
| Fràncic mosel·là                                             | Alemany estandarditzat          |
| Musel                                                        | Mosel                           |
| äisch [ɛɪʃ]                                                  | ich                             |
| dou,dau [dɔʊ]                                                | du                              |
| dat, daat                                                    | das, dass                       |
| träi [tʁɛɪ]                                                  | drei                            |
| Döppen,Deppen [døpən]                                        | Topf                            |
| Döppschi, -e [døpʃɪ] /[døpʃə]                                | Töpfchen                        |
| Päad [pɛːɐt]                                                 | Pferd                           |
| Schaiapoart [ʃaɪapoɐt]                                       | Scheunentor                     |
| Koa(r) [kɔɐ]                                                 | Karre (auch abwertend für Auto) |
| Krumbier (en östl. Hunsrück auch Gumbi, a Südeifel "Krompa") | Kartoffel                       |
| Schaaf                                                       | Schrank (no Osteifel)           |
| Schoof [ʃɔːf]                                                | Schaf                           |
| Gudde Moien! / Goode Morje! / Goode Moin!                    | Guten Morgen!                   |
| Kuundel / Koondel / Köndel / Kändel / Kandel                 | Regenrinne                      |
| Krœnen [kʁœːnən]                                             | Kran, Wasserhahn                |
| hann / hänn / hunn / hönn                                    | haben                           |
| genn, jewe                                                   | geben                           |
| kräeje, krien, kreen                                         | kriegen, bekommen-              |
| ginn                                                         | werden                          |
| pitschen                                                     | kneifen                         |